# ماريون إليزابيث بليك
ماريون إليزابيث بليك (بالإنجليزية: Marion Elizabeth Blake)‏ هي باحثة في تاريخ العصور الكلاسيكية أمريكية، ولدت في 23 مارس 1892 في نيو بريتن في الولايات المتحدة، وتوفيت في 11 سبتمبر 1961 في روما في إيطاليا.